# Bleu du Vercors-Sassenage
De Bleu du Vercors-Sassenage AOP is een Franse kaas van het massief van de Vercors, in de regio Auvergne-Rhône-Alpes. De kaas is een van de 44 Franse kazen die het roodgele Europese AOC/AOP-keurmerk, dat sinds januari 2012 het AOC-label vervangt, mag voeren.
De kaas werd initieel ontwikkeld door monniken, maar verspreidde zich al snel naar de boerderijen in het gebied. Al in de 14e eeuw werd er een kaas gemaakt onder de naam Fromage de Sassenage, de naam is bepaald door het feit dat het gebied van de Vercors toebehoorde aan de seigneur de Sassenage, Sassenage was een kasteel bij de belangrijkste toegang tot het gebied. De boeren betaalden hun belastingen aan de heren in de vorm van deze kaas. In 1338 werd door baron Albert de Sassenage bepaald dat de boeren hun kaas ook vrijelijk buiten het gebied mochten verkopen. De kaas wordt dan ook in meerdere documenten van het Franse hof en de Franse adel vermeld.
De kaas heeft het AOC-keurmerk, maar pas sinds 1998. Het gebied waar de kaas geproduceerd kan worden is beperkt tot een 27-tal gemeenten binnen een regionaal natuurpark in de Drôme en de Isère. De boerderijen die het betreft (zo’n 165) zijn over het algemeen klein (20 koeien). Op dit moment is de vrij kleine productie (die ook nauwelijks kan groeien door de AOC eisen) de belangrijkste beperkende factor voor het bekender worden van de kaas. 80% van de afzet van de kaas vindt plaats in de regio, inclusief de grotere plaatsen daar (Grenoble, Valence, Lyon). Maar 16 producenten zijn er van de kaas, waarvan 14 boerenbedrijven zijn. Het produceren van de kaas in kaasfabriekjes kent ook nog maar een zeer korte geschiedenis.
De bereidingswijze is oud, door de geïsoleerde ligging van de boerderijen in het gebied zijn de tradities bewaard gebleven. De melk van de vorige avond wordt gekookt, licht afgeroomd, waarna deze bij de verse melk van de ochtend gevoegd wordt. Na de stremming wordt de wrongel in de vormen gedaan. Eenmaal uit de vorm wordt de kaas gezouten. Daarna volgt een rijpingsproces van twee maanden, waarin de kaas ook meerdere malen gekeerd wordt.
De kaas is heeft een natuurlijke korst met een lichte witte schimmel, eventueel met rode marmering. De kaasmassa is zacht en glad. Voor een blauwe kaas is de smaak zacht te noemen.